# Mobileimap
mobileimap（モバイルIMAP）は高林哲が開発した、携帯電話のウェブブラウザでIMAP4サーバのメールを読むためのウェブメール用ソフトウェアである。SMTPを使用して電子メールを送信することも可能である。Rubyで実装されている。GPL2で配布されるフリーソフトウエアである。

## 概要
IMAP4サーバが動作しているサーバ上で、一般ユーザのプロセスとして動作させる。メールボックスを読み、HTTPサーバとして動作する。フォアグラウンドでもバックグラウンドでも動作可能である。デフォルトのポート番号は8143。
HTTPサーバはRubyの標準ライブラリではなく、オリジナルの実装である。
Courier-IMAP、Cyrus IMAP、uw-IMAP、Binc IMAP、DovecotなどのIMAPサーバで動作が確認されているが、サーバの仕様により日本語の検索などで不具合のある場合がある。
クライアントは、WAP2.0 (XHTML Basic)に対応したウェブブラウザを搭載する携帯電話端末に対応する。

## セキュリティ
mobileimap では、IDとパスワードを用いたログインは行わない。セキュリティを高める方法としては、URLのパスをわかりにくくし、見つかりにくくするほか、携帯電話端末のサブスクライバIDなどの契約者固有IDを指定してアクセス制御を行うことができる。オプショナルな機能としてSSLによる通信もサポートしている。
また、mobileimap のHTTPサーバをそのものは外部に公開せず、Apacheなどのウェブサーバにプロキシさせるのも有効である。

## 履歴
- 2003年4月8日 - mobileimap 0.1が公開される。
- 2005年5月22日 - mobileimap 2.7が公開される。